# 阿尼巴谦

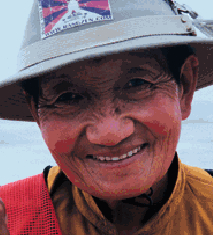
阿尼巴謙

阿尼巴谦（藏語：ཨ་ནེ་དཔའ་ཆེན，1933年—2002年2月2日）是一位西藏女尼。她1933年生于西藏东部的贡觉，是Lemdha氏族酋长唯一的孩子。17岁时，她听说家里要把她嫁出去，便逃至寺院，之后18年都在那里度过。1958年父亲死后她继承了家族的领导权。中共入侵后，她领导一支600人的骑兵游击队抗击，並希望加入四水六崗，终于在1959年被捕。接下来的21年里是在监狱中度过，她被严刑拷打。1981年出狱后留在拉萨，参加了1987年、1988年的游行。当她得知可能再次被捕后，她逃到印度達蘭薩拉。
她的自傳Sorrow Mountain: The Journey of a Tibetan Warrior Nun（《悲傷的山：西藏武尼的旅程》）於2000年出版。達賴喇嘛為該書作序，名演員理查德·基爾撰寫了前言並協助本書的出版。

## 外部連結
- Book review: Sorrow Mountain （页面存档备份，存于）